# Wawrzeńczyce (gmina)
Wawrzeńczyce (od 1973 Igołomia-Wawrzeńczyce) – dawna gmina wiejska istniejąca do 1954 roku w woj. kieleckim i woj. krakowskim. Siedzibą władz gminy były Wawrzeńczyce. 
W okresie międzywojennym gmina Wawrzeńczyce należała do powiatu miechowskiego w woj. kieleckim. Po wojnie gmina przez bardzo krótki czas zachowała przynależność administracyjną, lecz już 1 kwietnia 1945 roku została wraz z całym powiatem miechowskim przyłączona do woj. krakowskiego. Według stanu z dnia 1 lipca 1952 roku gmina składała się z 5 gromad: Rudno Dolne, Stręgoborzyce, Wawrzeńczyce, Złotniki i Żydów.
Jednostka została zniesiona 29 września 1954 roku wraz z reformą wprowadzającą gromady w miejsce gmin. Po reaktywowaniu gmin z dniem 1 stycznia 1973 roku gminy Wawrzeńczyce nie przywrócono, utworzono natomiast w powiecie proszowickim gminę Igołomia-Wawrzeńczyce, odpowiadającej obszarom dawnych gmin Igołomia i Wawrzeńczyce.